# بنك أبو ظبي التجاري
بنك أبو ظبي التجاري (ويسمى اختصارا ADCB)، هو بنك في الإمارات العربية المتحدة، تأسس عام 1985 كشركة مساهمة عامة ذات مسؤولية محدودة بعد دمج بنك الإمارات التجاري والبنك الفيدرالي التجاري ومصرف الخليج التجاري عام 1975.
يعتبر بنك أبو ظبي التجاري ثالث أكبر بنوك الإمارات من حيث الأصول
تمتلك حكومة أبوظبي ممثلة بجهاز أبوظبي للاستثمار 62.52٪ من أسهم البنك، ويحتفظ بالباقي مؤسسات وأفراد آخرون. بنك أبوظبي التجاري هو ثالث أكبر بنك في دولة الإمارات العربية المتحدة من حيث حجم الميزانية العمومية ويقدم مجموعة من الخدمات المصرفية التجارية وخدمات التجزئة لعملائه.
اعتبارًا من 30 سبتمبر 2018، يوظف أكثر من 5000 شخص يخدمون عملاء التجزئة والشركات. وبالإضافة إلى 56 فرعًا في الإمارات العربية المتحدة، فإن لدى البنك فرع واحد في جيرسي. بالإضافة إلى مكاتب تمثيلية في سنغافورة ولندن.
في يناير 2019، تم الإعلان عن اندماج 3 بنوك وهي بنك أبوظبي التجاري وبنك الاتحاد الوطني ومصرف الهلال. يواصل البنك المندمج العمل باسم بنك أبوظبي التجاري على الرغم من أن مصرف الهلال يعمل كبنك إسلامي مستقل موحد تحت كيان المجموعة الجديد.
مجموعة بنك أبوظبي التجاري هي خامس أكبر بنك في المنطقة مع ما يقرب من مليون عميل.
وقد أعلن البنك عن صافي ربح بلغ 2.39 مليار درهم (651 مليون دولار) في الأشهر الثلاثة حتى 30 سبتمبر/2024